# Mihály Dávid
Mihály Dávid (* 31. Juli 1886 in Purcăreţ, Kreis Bistrița-Năsăud; † 1944) war ein ungarischer Kugelstoßer.
Bei den Olympischen Zwischenspielen 1906 in Athen gewann er mit 11,83 m die Silbermedaille hinter Martin Sheridan (12,325 m).
Ebenfalls 1906 wurde er nationaler Meister. Seine persönliche Bestleistung von 12,68 m stellte er 1907 auf.